# Russ Meyer
Russell Albion "Russ" Meyer, född 21 mars 1922 i San Leandro utanför Oakland i Kalifornien, död 18 september 2004 i Hollywood Hills i Los Angeles, var en amerikansk filmregissör, filmproducent, fotograf och manusförfattare.
Redan som 15-åring spelade Meyer in många amatörfilmer, och han tjänstgjorde som kameraman under andra världskriget för den amerikanska armén. Efter kriget blev han glamourfotograf, och han arbetade bland annat för Hugh Hefners nylanserade tidning Playboy. Meyer fotograferade tre mittuppslag redan under de första åren, varav ett med hans fru Eve Meyer år 1955.
Meyers första film från 1959 var en nakenkomedin The Immoral Mr. Teas. Filmen kostade cirka 24 000 amerikanska dollar att producera och drog in mer än 1 000 000 dollar, vilket gav Meyers titeln ”King of the Nudies”. Under 1960-talet spelade han in nästan 20 filmer med inslag av svart humor och mängder av storbystade tjejer, vilket senare blev hans kännetecken. Några av dessa filmer var Faster, Pussycat! Kill! Kill! (1965), Vixen (1968) och Naked Camera (1960). Det var först i filmen Up! (1976) och Beneath the Valley of the Ultra-Vixens (1979) som han använde sig av kvinnor med silikonbröst. Bland skådespelerskor/modeller som Meyer gjort kända finns Lorna Maitland, Tura Satana, Erica Gavin, Uschi Digard och Kitten Natividad.

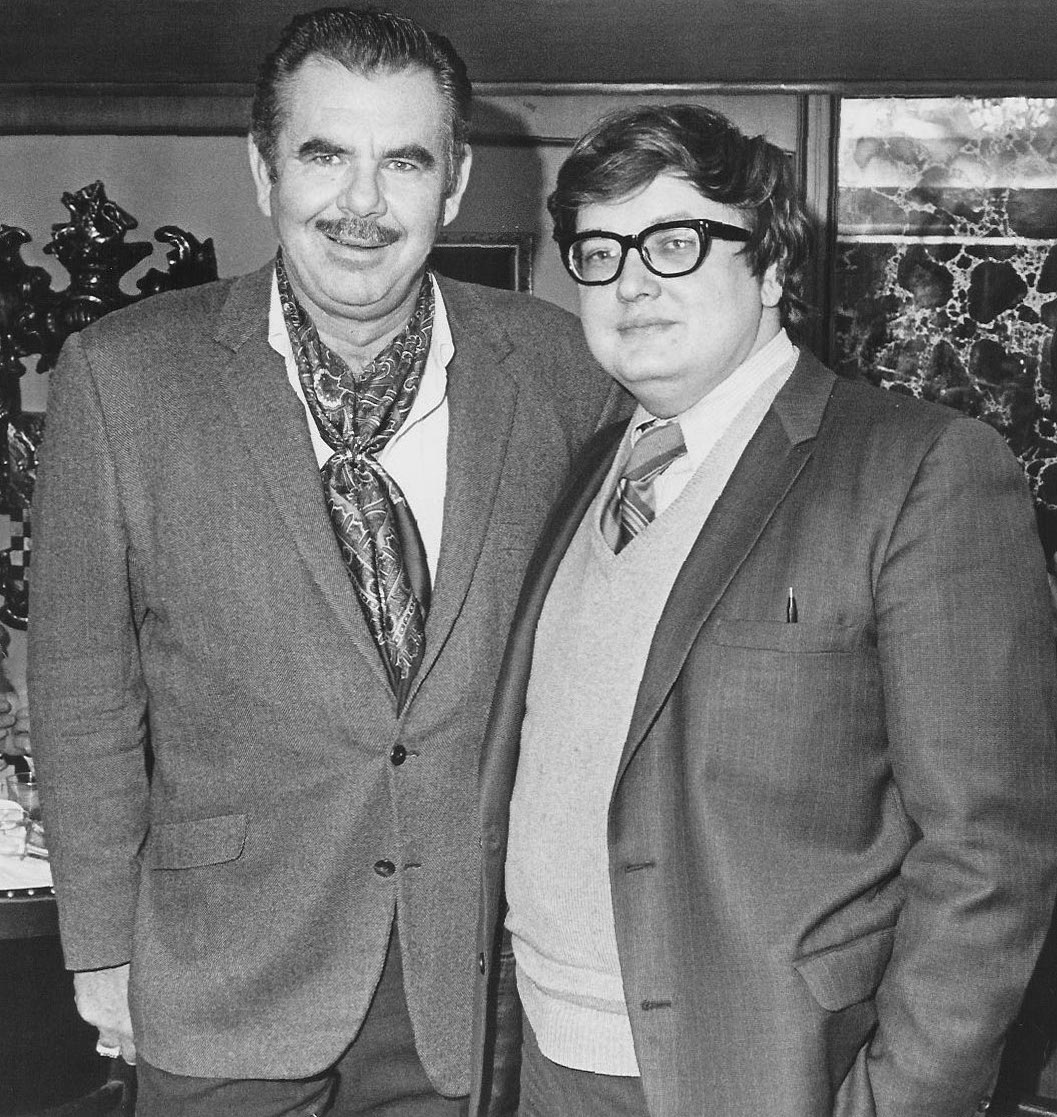
Russ Meyer (vänster) och Roger Ebert, 1970. Ebert skrev manus till ett par av Meyers filmer.
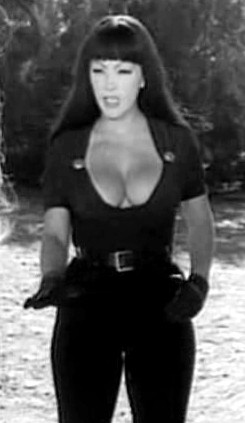
Tura Satana i den kultförklarade Faster, Pussycat! Kill! Kill! från 1966.
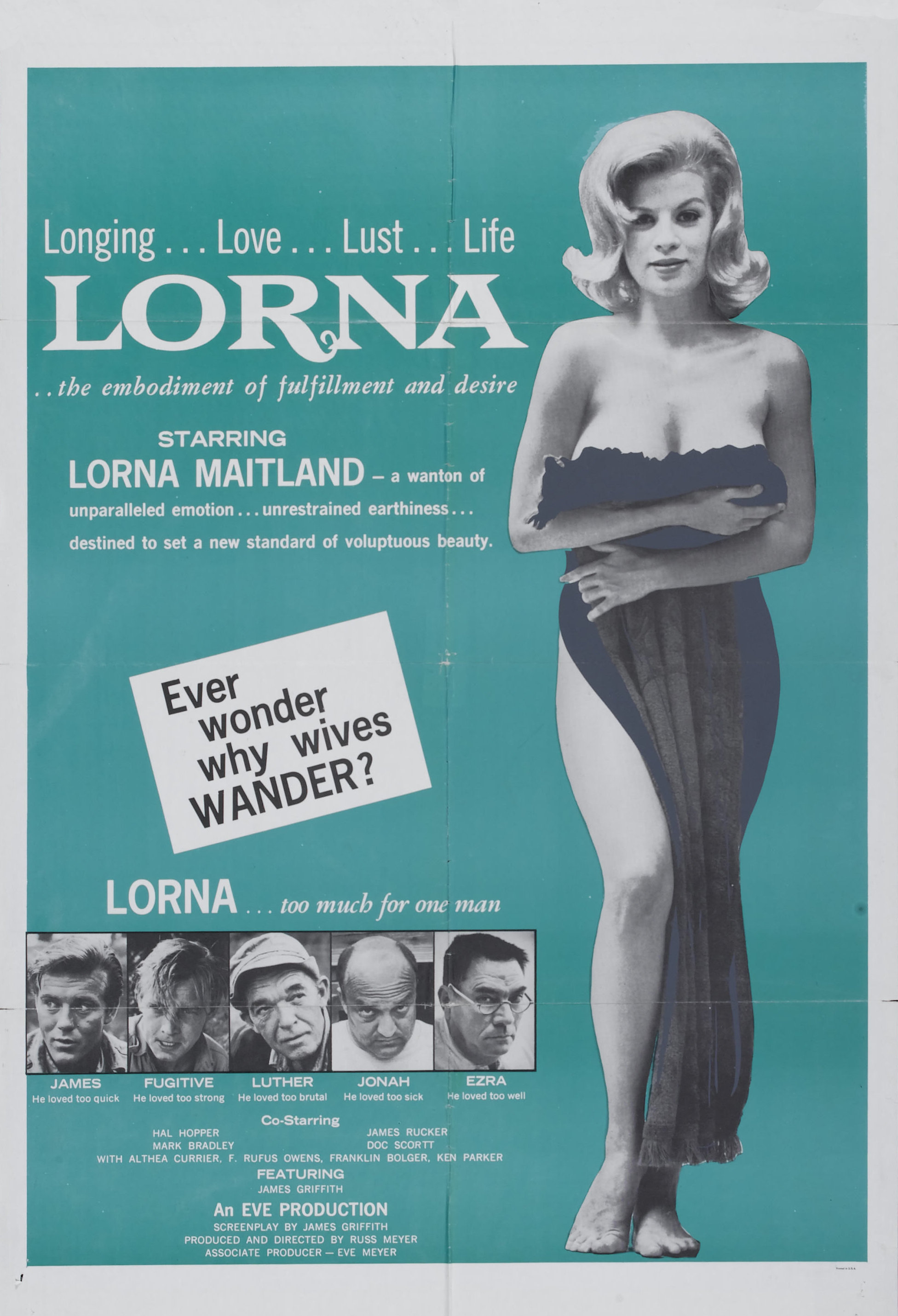
Affisch till Lorna, med Lorna Maitland i huvudrollen.
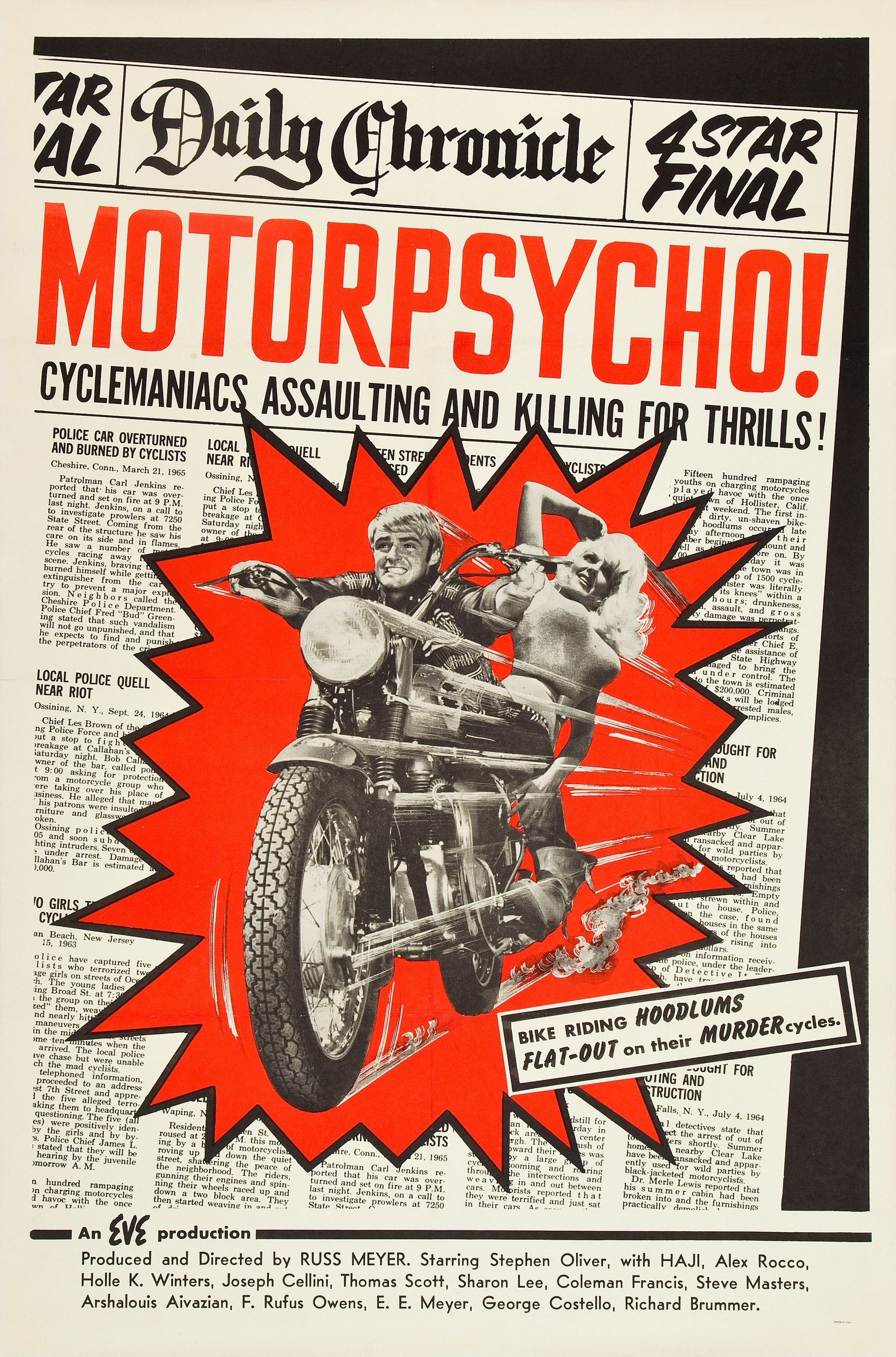
Affisch till Motorpsycho med Haji i huvudrollen.

## Filmografi
- 1950 - The French Peep Show
- 1959 - The Immoral Mr. Teas
- 1959 - This Is My Body
- 1960 - Eve and the Handyman
- 1960 - Naked Camera
- 1961 - Erotica
- 1962 - Wild Gals of the Naked West
- 1963 - Europe in the Raw
- 1963 - Heavenly Bodies!
- 1963 - Skyscrapers and Brassieres
- 1964 - Lorna
- 1964 - Fanny Hill
- 1965 - Mudhoney
- 1965 - Motorpsycho
- 1966 - Faster, Pussycat! Kill! Kill!
- 1966 - Mondo Topless
- 1967 - Common Law Cabin
- 1967 - Good Morning...and Goodbye!
- 1968 - Finders Keepers, Lovers weepers!
- 1968 - Vixen
- 1969 - Cherry, Harry and Raquel
- 1970 - Bortom dockornas dal
- 1971 - The Seven Minutes
- 1972 - Blacksnake
- 1975 - SuperVixens
- 1976 - Up!
- 1978 - Who Killed Bambi?
- 1979 - Beneath the Valley of the Ultravixens
- 2001 - Pandora Peaks